# Larry Augustin
Larry Augustin, ingénieur américain, est le président et fondateur de VA Software, maintenant connue sous le nom de SourceForge, Inc..

## Carrière
En 1999, il lance SourceForge, une forge logicielle,.
En 2001, il est présenté dans le documentaire Revolution OS.
En 2009, Augustin a été le PDG de sugarCRM à la suite de la démission du cofondateur John Roberts jusqu'en 2019, ou Craig Charlton a été nommé à ce poste,.